# Фейт (собака)
Фейт (англ. Faith — рус. Вера; 28 декабря 2002, Манассас, штат Виргиния — 23 сентября 2014) — умевшая ходить вертикально собака-инвалид, проживавшая в городе Манассас (штат Виргиния, США) со своей хозяйкой — Джуд Стрингфеллоу (англ. Jude Stringfellow). Собака родилась в декабре 2002 года без передних ног, а позже прославилась выступлениями в школах, госпиталях и других местах, вдохновляющими людей-инвалидов, оставшихся без рук и ног, преодолевать свои недуги. У Фейт был собственный юрист, который представлял её интересы в шоу-бизнесе.

## Биография
Семья Стрингфеллоу из Оклахома-Сити взяла Фейт, помесь лабрадора и чау-чау, когда собаке было 3 недели. Мать собаки отказывалась её кормить. Щенок родился с врожденным дефектом, который препятствовал развитию его передних конечностей. По другой версии собака родилась с атрофированной левой передней ногой, а правая передняя была удалена в связи с сильной травмой гвоздями. В целях привития собаке чувства равновесия собаку учили кататься на скейтборде. 
Когда сын 46-летней Джуд Стрингфеллоу принёс Фейт домой, она бросила преподавательскую работу в штате Оклахома ради того, чтобы заниматься собакой. Стрингфеллоу организовала свой фонд и в течение долгого времени собирала пожертвования, которые передавала на счёт благотворительных учреждений.